# تیغه الماسی

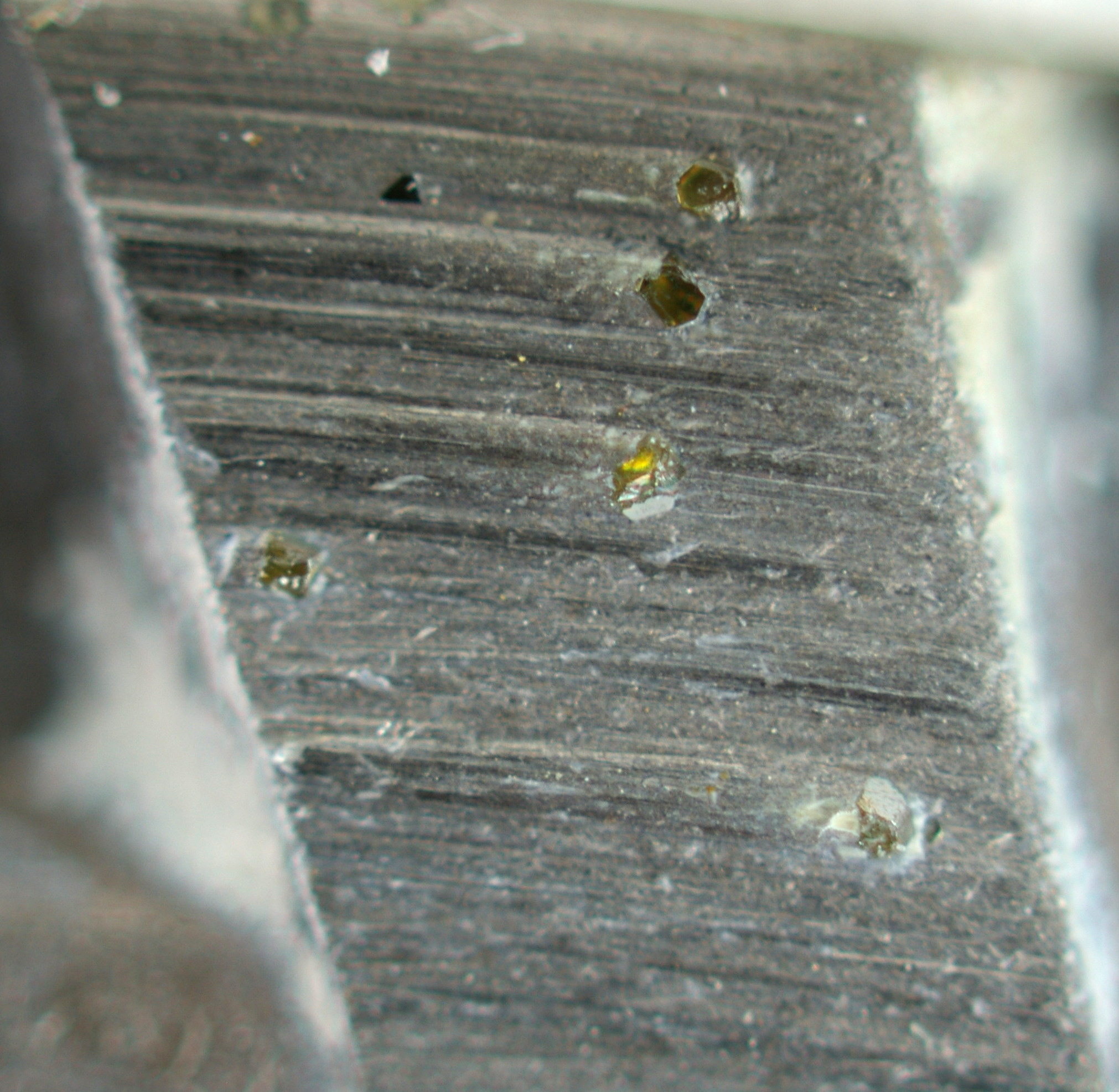
نمای نزدیک از یک تیغه الماسی که فلز فرسوده را در پشت الماس‌های روی تیغه نشان می‌دهد.

تیغه الماسی (به انگلیسی: diamond blade) تیغه‌ای است که برای برش مواد سخت یا ساینده بر لبه‌های آن الماس‌هایی قرارگرفته است. تیغه‌های الماس انواع مختلفی دارند و کاربردهای زیادی دارند، از جمله برش سنگ، بتن، آسفالت، آجر، توپ زغال‌سنگ، شیشه و سرامیک در صنعت ساختمان. برش مواد نیم‌رسانا در صنعت نیم‌رسانا ; و تراش سنگ‌های قیمتی، از جمله الماس، در صنعت گوهر.

## انواع
تیغه‌های الماس در اشکال مختلف موجود است:
- تیغه‌های اره الماس دایره ای پرمصرف‌ترین نوع تیغه الماس هستند.
- تیغه اره دسته‌ای الماسی یک صفحه فولادی بلند است که تکه‌های الماس روی آن جوش داده شده‌است. به‌طور معمول، ده‌ها یا صدها تیغه اره دسته‌ای الماسی باهم برای اره کردن بلوک‌های سنگ خام استفاده می‌شود.
- تیغه اره نواری الماسی یک نوار فولادی بسته انعطاف‌پذیر با الماس است که (اغلب با آبکاری الکتریکی) روی یک لبه نوار ثابت شده‌است.

## روش‌های ساخت

### آبکاری
تیغه‌هایی با استفاده از الماس تعبیه‌شده در یک پوشش فلزی، معمولاً از نیکل آبکاری‌شده بر روی پایه تیغه فولادی، می‌توانند بسیار نازک باشند—تیغه‌ها را می‌توان با ده‌ها میکرومتر ضخامت برای استفاده در برش‌های دقیق ساخت.

### سخت‌لحیم‌کاری خلأیی
تیغه‌های اره الماس سخت‌لحیم‌شده (به انگلیسی: brazed) با خلاء توسط سخت‌لحیم‌کاری ذرات الماس مصنوعی به لبه بیرونی تیغه اره گِردبُر در کوره سخت‌لحیم‌کاری خلاء ساخته می‌شوند.
سنگ ریزه‌های الماس مصنوعی ریزتر باعث کاهش تراشه‌پرانی کاشی و پلیسه‌سازی فولاد می‌شود و سطح صاف‌تری ارائه می‌دهد. سنگ‌های الماس بزرگ‌تر سرعت برش بالاتری را فراهم می‌کند، اما احتمال بیشتری دارد که باعث تراشه‌پرانی، پلیسه‌زنی یا ترک‌سازی شود. ادارات آتش‌نشانی گاهی از تیغه‌های اره لحیم کاری شده با خلاء استفاده می‌کنند و نیاز دارند که تیغه‌ها با سنگ ریزه الماس بسیار بزرگ ساخته شوند تا به سرعت مواد را بکَنند. یک اندازه سنگ ریزه متوسط توسط صنعت تولید استفاده می‌شود.

### تف‌جوش‌سازی
تیغه‌های الماس با پیوندفلزی تفجوش (به انگلیسی: Sinter) رایج‌ترین نوع تیغه هستند. این تیغه‌ها از یک هسته فولادی (بر خلاف سیم‌های مورد استفاده در اره‌های سیمی الماسی، صفحه فولادی است) و قطعات الماسی تشکیل شده‌اند که از ترکیب بلورهای الماس مصنوعی با پودر فلز و سپس تف‌جوش‌سازی آن‌ها ساخته می‌شوند. قطعات الماس به عنوان «دندان‌های برش» تیغه نیز شناخته می‌شوند.

## برش با یا بدون آب
بسیاری از تیغه‌ها برای عملکرد خیس یا خشک طراحی شده‌اند. با این‌حال، ابزارها و تیغه‌های الماسی هنگام خیس‌شدن بهتر عمل می‌کنند و برش خشک باید به موقعیت‌هایی محدود شود که در آن آب نمی‌توان یا نباید استفاده کرد. آب از گرم شدن بیش از حد تیغه جلوگیری می‌کند، مقدار گرد و غبار مضر ایجاد شده در اثر برش را تا حد زیادی کاهش می‌دهد، دوغاب را از برش جدا می‌کند و عمر تیغه را افزایش می‌دهد، زیرا الماس قادر به مقاومت در برابر نیروهای واردشده در دمای بالا در خشکی نیست. برش مواد سرامیکی و ساینده و درمعرض سایش سریع ابزار و خرابی احتمالی خواهد بود.
هنگامی که نمی‌توان از آب استفاده کرد (مثلاً در اره‌های برقی)، باید اقداماتی انجام شود تا اطمینان حاصل شود که کاربر گَرد-و-غبار ایجادشده توسط این فرایند را استنشاق نمی‌کند، که می‌تواند باعث سیلیکازدگی، یک بیماری جدی ریوی شود. هنگام برش خشک، تیغه باید به‌طور دوره ای خنک شود. خنک‌سازی را می‌توان با اجازه دادن به تیغه برای چرخش آزادانه از برش افزایش داد. OSHA قوانین سختگیرانه ای در مورد گرد و غبار سیلیس دارد و به یک ماسک تنفسی مورد تأیید N95 NIOSH در محل‌های کاری که مقادیر خطرناک گرد و غبار سیلیس وجود دارد، نیاز دارد.